# Fabián Assmann
Pour les articles homonymes, voir Assmann.
Fabián Assmann, né le 3 juillet 1986 à Zárate (Argentine) est un footballeur argentin évoluant au poste de gardien de but. Il est actuellement le portier du Agropecuario.

## Biographie
Originaire de la ville de Zárate, Fabián Assmann intègre le Independente où il fait ses débuts en professionnel.

## Palmarès
- Vainqueur de la Copa Sudamericana en 2010 avec le CA Independiente